# Associazione Calcio Lumezzane 2005-2006
Questa pagina raccoglie le informazioni riguardanti l'Associazione Calcio Lumezzane nelle competizioni ufficiali della stagione 2005-2006.

## Stagione
Nella stagione 2005-2006 il Lumezzane disputa il girone A del campionato di Serie C1, raccoglie 35 punti con il 17º posto, disputa poi contro la Sambenedettese che è giunta 14ª il Play-out, perdendolo nel doppio confronto, e retrocedendo in Serie C2. Sulla panchina dei rossoblù ancora Marco Rossi, ma fino alla sconfitta (3-0) subita a Pizzighettone il 18 marzo 2006, poi al suo posto è stato chiamato Sandro Walter Salvioni, ma per il Lumezzane è stata una stagione amara, culminata con la retrocessione. La nota positiva le 13 reti realizzate da Alessandro Matri, attaccante di scuola Milan, ma giunto dal Prato in valgobbia. Nella Coppa Italia Nazionale il Lumezzane gioca il primo turno ad eliminazione diretta in gara unica, contro la Ternana, perdendo (1-2). Poi nei sedicesimi di finale della Coppa Italia di Serie C viene eliminato dalla competizione in un derby bresciano, nel doppio confronto con il Montichiari.

## Divise e sponsor
Lo sponsor tecnico per la stagione 2005-2006 è Lotto, mentre lo sponsor ufficiale è Infracom.
| Manica sinistra · Maglietta · Maglietta · Manica destra · Pantaloncini · Calzettoni |

## Rosa
| N. |                   | Ruolo | Calciatore          |
| -- | ----------------- | ----- | ------------------- |
|    | Italia (bandiera) | C     | Roberto Angius      |
|    | Italia (bandiera) | A     | Mario Balotelli     |
|    | Italia (bandiera) | C     | Giorgio Biancospino |
|    | Italia (bandiera) | D     | Stefano Botti       |
|    | Italia (bandiera) | P     | Luca Brignoli       |
|    | Italia (bandiera) | D     | Emanuele Bruni      |
|    | Italia (bandiera) | D     | Mauro Coppini       |
|    | Italia (bandiera) | C     | Tommaso D'Attoma    |
|    | Italia (bandiera) | D     | Salvatore Ferraro   |
|    | Italia (bandiera) | A     | Daniele Frassine    |
|    | Italia (bandiera) | D     | Stefano Ghidini     |
|    | Italia (bandiera) | C     | Angelo Guerra       |
|    | Italia (bandiera) | C     | Patrick Kalambay    |

| N. |                   | Ruolo | Calciatore            |
| -- | ----------------- | ----- | --------------------- |
|    | Italia (bandiera) | C     | Filippo Masolini (I)  |
|    | Italia (bandiera) | A     | Alessandro Matri      |
|    | Italia (bandiera) | A     | Emanuele Morini       |
|    | Italia (bandiera) | A     | Luca Paghera          |
|    | Italia (bandiera) | C     | Daniele Pedruzzi      |
|    | Italia (bandiera) | P     | Riccardo Pezzato      |
|    | Italia (bandiera) | C     | Francesco Quintavalla |
|    | Italia (bandiera) | C     | Mario Rebecchi        |
|    | Italia (bandiera) | A     | Nello Russo           |
|    | Italia (bandiera) | C     | Luigi Scaglia         |
|    | Italia (bandiera) | A     | Carlo Taldo           |
|    | Italia (bandiera) | D     | Matteo Teoldi         |
|    | Italia (bandiera) | C     | Gilberto Zanoletti    |

## Risultati

### Campionato

#### Girone di andata
| Arbitro: | Zanardo (Conegliano) |

|                            |           |  |
| Egbedi 81’ Bertolini 90+1’ | Marcatori |  |

| Arbitro: | Marrocco (Pisa) |

|                                   |           |                                 |
| Kalambay 14’ Morini 37’ Matri 89’ | Marcatori | 38’ Volpato 56’ (rig.) A. Villa |

| Arbitro: | Pinzani (Empoli) |

|                              |           |  |
| Ghirardello 43’ Mazzocco 69’ | Marcatori |  |

| Arbitro: | Didato (Agrigento) |

|                          |           |           |
| Matri 8’, 56’ Morini 43’ | Marcatori | 14’ Manca |

| Arbitro: | Gallione (Alessandria) |

|  |           |                     |
|  | Marcatori | 60’ Botti 68’ Matri |

| Arbitro: | Pecorelli (Arezzo) |

|           |           |                      |
| Taldo 71’ | Marcatori | 66’ (rig.) De Cesare |

| Arbitro: | Stallone (Foggia) |

|               |           |                  |
| Cristiano 38’ | Marcatori | 90’ (rig.) Taldo |

| Arbitro: | Iannone (Napoli) |

|                                |           |                         |
| Masolini 15’ (rig.) Morini 29’ | Marcatori | 17’ Guidetti 42’ Padoin |

| Arbitro: | Celi (Campobasso) |

|             |           |  |
| Martini 44’ | Marcatori |  |

| Arbitro: | Burdin (Cormons) |

|          |           |                         |
| Taldo 7’ | Marcatori | 55’ Piccolo 79’ Coralli |

| Arbitro: | Pinzani (Empoli) |

|            |           |  |
| Trezzi 35’ | Marcatori |  |

| Arbitro: | Pierpaoli (Firenze) |

|                         |           |                                      |
| Rebecchi 35’ Morini 55’ | Marcatori | 53’ De Franceschi 90+2’ La Grottería |

| Arbitro: | Scoditti (Bologna) |

|             |           |  |
| Rimoldi 61’ | Marcatori |  |

| Arbitro: | Paparazzo (Catanzaro) |

|                     |           |  |
| Matri 8’ Morini 54’ | Marcatori |  |

| Giulianova 10 dicembre 2005 15ª giornata | Giulianova   | 0 – 0 | Lumezzane | Stadio Rubens Fadini\| Arbitro: \| Zega (Fermo) \| |
| Arbitro:                                 | Zega (Fermo) |       |           |                                                    |

| Arbitro: | Barletta (Bernalda) |

|                                     |           |              |
| Masolini 65’ (rig.) Quintavalla 77’ | Marcatori | 75’ De Paula |

| Arbitro: | Meli (Parma) |

|                           |           |              |
| Croceri 9’ Staffolani 75’ | Marcatori | 25’ Masolini |

#### Girone di ritorno
| Arbitro: | Ballo (Trapani) |

|  |           |             |
|  | Marcatori | 30’ Espinal |

| Arbitro: | Gallione (Alessandria) |

|              |           |           |
| A. Villa 51’ | Marcatori | 37’ Matri |

| Arbitro: | Prato (Lecce) |

|              |           |                     |
| Kalambay 33’ | Marcatori | 62’, 83’ De Gasperi |

| Arbitro: | Lioce (Molfetta) |

|              |           |  |
| L. Ferri 63’ | Marcatori |  |

| Arbitro: | Marzaloni (Rimini) |

|           |           |              |
| Matri 78’ | Marcatori | 88’ Chianese |

| Arbitro: | Giancola (Vasto) |

|                                         |           |                |
| Araboni 20’ Di Vicino 38’ Vastola 90+1’ | Marcatori | 18’, 67’ Matri |

| Arbitro: | Ferraioli (Nocera Inferiore) |

|           |           |               |
| Matri 49’ | Marcatori | 51’ Cristiano |

| Arbitro: | Pierpaoli (Firenze) |

|                                |           |             |
| Groppi 40’ Guidetti 44’ (rig.) | Marcatori | 2’ Rebecchi |

| Arbitro: | Tommasi (Bassano del Grappa) |

|  |           |                |
|  | Marcatori | 77’ E. Docente |

| Arbitro: | Baratta (Salerno) |

|                                         |           |  |
| Campolonghi 15’ Coralli 43’ Piccolo 89’ | Marcatori |  |

| Arbitro: | Bo (Genova) |

|                     |           |  |
| Masolini 72’ (rig.) | Marcatori |  |

| Arbitro: | Barbirati (Ferrara) |

|  |           |            |
|  | Marcatori | 69’ Morini |

| Arbitro: | Iannone (Napoli) |

|  |           |            |
|  | Marcatori | 45’ Grabbi |

| Arbitro: | Benedetti (Vicenza) |

|                       |           |           |
| Succi 52’ Cazzola 81’ | Marcatori | 77’ Matri |

| Arbitro: | G. Stefanini (Livorno) |

|                     |           |             |
| Matri 23’ Taldo 47’ | Marcatori | 1’ Califano |

| Arbitro: | Cavarretta (Trapani) |

|                                |           |           |
| Ruffini 78’, 89’ Sansovini 90’ | Marcatori | 48’ Matri |

| Arbitro: | Morabito (Messina) |

|                       |           |  |
| Taldo 81’ Paghera 90’ | Marcatori |  |

### Play-out
| Arbitro: | Salati (Trento) |

|                                      |           |              |
| Kalambay 7’, 62’ Masolini 45’ (rig.) | Marcatori | 25’ Macaluso |

| Arbitro: | Celi (Campobasso) |

|                                           |           |  |
| Zini 13’ Macaluso 20’ E. Docente 48’, 71’ | Marcatori |  |

### Coppa Italia
| Arbitro: | Girardi (San Donà di Piave) |

|          |           |                       |
| Matri 7’ | Marcatori | 67’, 69’ (rig.) Frick |

### Coppa Italia di Serie C

#### Secondo Turno
| Arbitro: | Candussio (Cervignano del Friuli) |

|              |           |  |
| D'Attoma 31’ | Marcatori |  |

| Arbitro: | Pizzi (Saronno) |

|           |           |                         |
| Taldo 54’ | Marcatori | 14’ Pesenti 80’ Chiaria |